# Ceadîr, Leova
Ceadîr este un sat din raionul Leova, Republica Moldova. Satul Ceadîr este situat în valea râului Sărata, la 40 km sud-vest de Hîncești, la 45 km de orașul Leova și la 73 km de Chișinău. Toponimul e de origine turcică „Ceadîr” – cort, locuință temporară.

## Demografie

### Structura etnică
Structura etnică a localității conform recensământului populației din 2004:
| Grup etnic                    | Populație | % Procentaj |
| ----------------------------- | --------- | ----------- |
| Băștinași declarați Moldoveni | 1199      | 98,85%      |
| Bulgari                       | 13        | 1,07%       |
| Ucraineni                     | 1         | 0,08%       |
| Total                         | 1213      |             |

## Administrație și politică
Componența Consiliului local Ceadîr (9 consilieri), ales la 5 noiembrie 2023, este următoarea:
|  | Partid                            | Consilieri | Componență | Componență | Componență | Componență | Componență |
|  | --------------------------------- | ---------- | ---------- | ---------- | ---------- | ---------- | ---------- |
|  | Partidul Social Democrat European | 5          |            |            |            |            |            |
|  | Partidul Acțiune și Solidaritate  | 3          |            |            |            |            |            |
|  | Liga Orașelor și Comunelor        | 1          |            |            |            |            |            |